# 1967 في الولايات المتحدة
فيما يلي قوائم الأحداث التي وقعت خلال عام 1967 في الولايات المتحدة.

## أحداث
- 19 يوليو – خطوط بيدمونت الجوية الرحلة 22

## سياسة

### تعيين في المنصب
- 1 يناير – بول ساربانس عضو مجلس النواب لولاية ماريلند.
- 1 يناير – تشارلز ويلسون عضو مجلس ولاية تكساس.
- 1 يناير – جيم إنهوف عضو مجلس نواب أوكلاهوما.
- 2 يناير – رونالد ريغان حاكم كاليفورنيا.
- 2 يناير – ستانلي ك هاثاواي حاكم وايومنغ  [لغات أخرى]‏.
- 3 يناير – إدوارد بروك عضو مجلس الشيوخ الأمريكي.
- 3 يناير – بوب ماثياس عضو مجلس النواب الأمريكي.
- 3 يناير – جورج بوش الأب عضو مجلس النواب الأمريكي.
- 3 يناير – جورج فوينوفيتش عضو مجلس نواب أوهايو.
- 3 يناير – روبرت تافت الابن عضو مجلس النواب الأمريكي.
- 3 يناير – مارغريت سميث Chairman of the United States Senate Republican Conference [الإنجليزية]‏.
- 3 يناير – هوارد بيكر عضو مجلس الشيوخ الأمريكي.
- 10 يناير – مارك هاتفيلد عضو مجلس الشيوخ الأمريكي.
- 25 يناير – سبيرو أغنيو حاكم ماريلاند [الإنجليزية]‏.
- 10 مارس – رمزي كلارك نائب عام الولايات المتحدة.

### انتهاء فترة المنصب
- 1 يناير – بوب غراهام عضو مجلس نواب فلوريدا.
- 1 يناير – بيل مويرز السكرتير الصحفي للبيت الأبيض.
- 1 يناير – تشارلز ويلسون عضو مجلس نواب تكساس.
- 1 يناير – كريتون أبرامز نائب رئيس أركان جيش الولايات المتحدة [الإنجليزية]‏.
- 2 يناير – إليوت ريتشاردسون نائب حاكم ماساتشوستس [الإنجليزية]‏.
- 3 يناير – بول دوغلاس عضو مجلس الشيوخ الأمريكي.
- 9 يناير – مارك هاتفيلد حاكم ولاية أوريغون [الإنجليزية]‏.
- 9 يناير – هنري لويس بيلمن حاكم أوكلاهوما [الإنجليزية]‏.
- 16 يناير – جورج والاس حاكم ألاباما [الإنجليزية]‏.
- 17 يناير – ويليام سكرانتون حاكم ولاية بنسلفانيا [الإنجليزية]‏.
- 30 يونيو – بول نيتز الأمين العام.
- 1 أغسطس – ثورغود مارشال النائب العام للولايات المتحدة [الإنجليزية]‏.

## رياضة
- 1 أكتوبر – جائزة الولايات المتحدة الكبرى 1967 الفائز جيم كلارك.

## ظهور
- 1 يناير – بروغريسيف روك
- 1 يناير – ذا أدفوكيت
- 1 يناير – ذا ستوجز
- 1 يناير – رولينغ ستون
- 1 يناير – سانتانا
- 1 يناير – كريدينس كليرووتر رفايفل
- 1 يناير – هارد روك
- 1 يوليو – فليتوود ماك

## أفلام
من الأفلام التي صدرت هذه السنة في الولايات المتحدة:
- 1 يناير – الخريج من إخراج مايك نيكولز.
- 1 يناير – خمن من سيأتي للعشاء من إخراج ستانلي كرامر.
- 1 يناير – دكتور دوليتل من إخراج ريتشارد فليشر.
- 1 يناير – كاميلوت من إخراج جوشوا لوغان.
- 1 يناير – لوف من إخراج Clive Donner [الإنجليزية]‏.
- 1 يناير – ميلي الجديدة كليا من إخراج جورج هيل.
- 14 أبريل – كازينو رويال من إخراج Joseph McGrath (film director) [الإنجليزية]‏، Robert Parrish [الإنجليزية]‏، فال غيست، Richard Talmadge [الإنجليزية]‏، جون هيوستن، كين هيوز.
- 12 يونيو – أنت فقط تعيش مرتين من إخراج لويس جيلبرت.
- 2 أغسطس – في دفء الليل من إخراج نورمان جويسون.
- 4 أغسطس – بوني وكلايد من إخراج آرثر بن.
- 1 نوفمبر – كول هاند لوك من إخراج ستيوارت روزنبرغ.

## برامج ومسلسلات وأنمي
- عالم آخر
- بيويتشد
- بونانزا
- ذا فيرجينيان
- دارك شادوز
- باتمان
- غان سموك
- أز ذا وورلد تيرنز
- غايدنغ لايت

## مواليد

### يناير
- 1 يناير – تيد تشيانغ
- 1 يناير – فيليب أرونسون
- 1 يناير – كيلي أوكين ممثل أمريكي.
- 1 يناير – لين شيلتون
- 1 يناير – ماثيو هولمان عالم فلك أمريكي.
- 1 يناير – نواه هولي
- 2 يناير – تيا كاريري
- 2 يناير – جيمس مارشال ممثل أمريكي.
- 5 يناير – جو فلانيجان
- 8 يناير – آر كيلي
- 8 يناير – تود ليتشتي لاعب كرة سلة أمريكي.
- 8 يناير – ويلي أندرسون لاعب كرة سلة من الولايات المتحدة الأمريكية.
- 9 يناير – ديفيد كوستابايل ممثل أمريكي.
- 13 يناير – أليك كيسلر لاعب كرة سلة أمريكي.
- 13 يناير – ليزا هنت رسامة توضيحية أمريكية.
- 14 يناير – جيف مارتن لاعب كرة سلة أمريكي.
- 14 يناير – كيمبرلي براينت
- 17 يناير – وليام غوثري ملاكم من الولايات المتحدة الأمريكية.
- 18 يناير – كيم بيرو لاعبة كرة سلة أمريكية.
- 20 يناير – ستايسي داش ممثلة أمريكية.
- 20 يناير – كيليان كونواي
- 27 يناير – فرانك كورنت لاعب كرة سلة أمريكي.
- 29 يناير – ستايسي كينغ لاعب كرة سلة أمريكي.
- 29 يناير – ماركوس كينيدي لاعب كرة سلة من الولايات المتحدة الأمريكية.
- 30 يناير – بروس سيلدون ملاكم من الولايات المتحدة الأمريكية.
- 30 يناير – نوربرت ليو بوتز
- 31 يناير – تشاد تشانينغ موسيقي أمريكي.

### فبراير
- 1 فبراير – ميج كابوت
- 5 فبراير – كريس بارنيل
- 8 فبراير – مايكل أنسلي لاعب كرة سلة أمريكي.
- 10 فبراير – فينس غيليغان
- 10 فبراير – لورا ديرن
- 10 فبراير – مايك جونز لاعب كرة سلة أمريكي.
- 11 فبراير – ديرون نيكس لاعب كرة سلة أمريكي.
- 13 فبراير – جوني تابيا ملاكم من الولايات المتحدة الأمريكية.
- 16 فبراير – تيم برادستريت
- 16 فبراير – غاري ليونارد لاعب كرة سلة من الولايات المتحدة الأمريكية.
- 19 فبراير – بينيشيو ديل تورو
- 20 فبراير – كيرت كوبين
- 20 فبراير – ليلي تايلور ممثلة أمريكية.
- 21 فبراير – ليروي باريل
- 24 فبراير – بريان شميدت

### مارس
- 1 مارس – جورج إيدز ممثل أمريكي.
- 1 مارس – ستيف جيرفيتسون رجل أعمال من الولايات المتحدة الأمريكية.
- 1 مارس – مايك فريسويك لاعب كرة سلة أمريكي.
- 6 مارس – غلين غرينوالد
- 6 مارس – كوني بريتون ممثلة أمريكية.
- 6 مارس – نغيلي نايت لاعب كرة سلة أمريكي.
- 8 أغسطس – مارسيلو بالبوا
- 8 مارس – جون هاركز
- 10 مارس – بات دورهام لاعب كرة سلة أمريكي.
- 11 مارس – براد كارسون سياسي أمريكي.
- 14 مارس – مايكل فينك رائد فضاء أمريكي.
- 16 مارس – لورين غراهام
- 19 مارس – أنتوني كوك لاعب كرة سلة أمريكي.
- 20 مارس – موكي بلايلوك لاعب كرة سلة أمريكي.
- 23 مارس – ساندرا روبنسون ممثلة أمريكية.
- 24 مارس – كاثي رينالدي لاعبة كرة مضرب أمريكية.
- 27 مارس – تاليسا سوتو
- 27 مارس – توم هاموندس لاعب كرة سلة أمريكي.

### أبريل
- 3 أبريل – برفيس أليسون لاعب كرة سلة أمريكي.
- 4 أبريل – مايك ميتشيل لاعب كرة سلة أمريكي.
- 9 أبريل – سام هاريس
- 12 أبريل – تيم مارتن
- 13 أبريل – أولغا تانون
- 13 أبريل – دانا باروس
- 14 أبريل – جيف جاريت مصارع محترف من الولايات المتحدة الأمريكية.
- 15 أبريل – دارا توريس
- 16 أبريل – باتريك غالبريث لاعب كرة مضرب من الولايات المتحدة.
- 17 أبريل – كيمبرلي إليز
- 18 أبريل – ماريا بيلو
- 22 أبريل – شيري شيفيرد ممثلة أمريكية.
- 23 أبريل – ميلينا كاناكاريديس
- 24 أبريل – اجاي ساندرز ممثلة أمريكية.
- 25 أبريل – أنجل مارتينو سبّاحة من الولايات المتحدة الأمريكية.
- 28 أبريل – كاري فوهرر

### مايو
- 1 مايو – تيم ماكغرو
- 1 مايو – كولين بارك موسيقية كورية جنوبية.
- 2 مايو – ميكا بريجينسكي صحفية أمريكية.
- 4 مايو – أنا غاستيير ممثلة أمريكية.
- 4 مايو – روني جاكسون
- 8 مايو – ألكس أندرو كيلي
- 10 مايو – جو ميلر
- 12 سبتمبر – باول ديمايو
- 13 مايو – تشاك شولدينر
- 13 مايو – توني هاريس لاعب كرة سلة من الولايات المتحدة الأمريكية.
- 13 مايو – ميلاني ثورنتون مغنية من الولايات المتحدة الأمريكية.
- 15 مايو – لورا هلنبراند كاتبة أمريكية.
- 18 مايو – جون مورتون
- 21 مايو – ليسا إدلستين
- 22 مايو – بروك سميث
- 24 مايو – إريك كلوز ممثل أمريكي.
- 24 مايو – دانا أشبروك
- 25 مايو – روثي بولتون لاعبة كرة سلة من الولايات المتحدة الأمريكية.
- 25 مايو – مات بورلنغي ممثل أمريكي.
- 27 مايو – جورج ماكلاود لاعب كرة سلة أمريكي.
- 27 مايو – دوغ ويست لاعب كرة سلة أمريكي.
- 27 مايو – ديفيد بلوف
- 28 مايو – غلين رايس لاعب كرة سلة أمريكي.

### يونيو
- 1 يونيو – روجر سانشيز موسيقي أمريكي.
- 2 يونيو – كيني أتكينسون
- 3 يونيو – أندرسون كوبر
- 3 يونيو – مارك كيل لاعب كرة مضرب من الولايات المتحدة.
- 4 يونيو – روبرت كمبرد رائد فضاء أمريكي.
- 5 يونيو – مات بولارد لاعب كرة سلة أمريكي.
- 6 يونيو – بول جياماتي ممثل أمريكي.
- 6 يونيو – ماكس كاسيلا ممثل أمريكي.
- 8 يونيو – دان فوترمان
- 14 يونيو – دان جودفريد لاعب كرة سلة أمريكي.
- 15 يونيو – بايرون دنكنز
- 17 يونيو – تيري ديفيس لاعب كرة سلة أمريكي.
- 17 يونيو – تيري نوريس ملاكم من الولايات المتحدة الأمريكية.
- 19 يونيو – ميا سارا ممثلة أمريكية.
- 20 يونيو – دان تايمنسكي موسيقي أمريكي.
- 20 يونيو – نيكول كيدمان
- 21 يونيو – ديريك كولمان لاعب كرة سلة أمريكي.
- 21 يونيو – كاري بريستون
- 24 يونيو – ليه جيبسن لاعب كرة سلة أمريكي.
- 26 يونيو – أودري اسيلفسكي
- 27 يونيو – ميشيل توريس لاعبة كرة مضرب من الولايات المتحدة.
- 29 يونيو – كيفن كيلي ملاكم من الولايات المتحدة الأمريكية.
- 29 يونيو – ميلورا هاردن

### يوليو
- 2 يوليو – نيك بوباديتش
- 3 يوليو – ديريك تشيفوس لاعب كرة سلة أمريكي.
- 5 يوليو – ألان أوغ لاعب كرة سلة أمريكي.
- 8 يوليو – سيلفستر غراي لاعب كرة سلة أمريكي.
- 8 يوليو – ماركوس تشونغ ممثل أمريكي.
- 11 يوليو – أيه جاي إنغليش لاعب كرة سلة أمريكي.
- 15 يوليو – آدم سافاج
- 16 يوليو – براين ديفينينج لاعب كرة مضرب من الولايات المتحدة.
- 16 يوليو – ويل فيرل
- 18 يوليو – فين ديزل
- 18 يوليو – كيفن بريتشارد
- 20 يوليو – ريد دايموند ممثل أمريكي.
- 22 يوليو – أليكس فرنانديز ممثل أمريكي.
- 22 يوليو – مونيك جافر لاعبة كرة مضرب بريطانية.
- 23 يوليو – جيف سميث سياسي أمريكي.
- 23 يوليو – فيليب سيمور هوفمان
- 24 يوليو – نيك نيرس
- 25 يوليو – مات لوبلان
- 26 يوليو – تيم شيفر
- 31 يوليو – توني مسنبورج لاعب كرة سلة أمريكي.

### أغسطس
- 2 أغسطس – آرون كريكستين لاعب كرة مضرب من الولايات المتحدة.
- 5 أغسطس – ريد هوفمان
- 7 أغسطس – جوش غرانت لاعب كرة سلة أمريكي.
- 8 أغسطس – لي إدوارد أنريخ
- 8 أغسطس – مارسيلو بالبوا
- 10 أغسطس – ريديك باو
- 13 أغسطس – بول كلس عالم فلك أمريكي.
- 13 أغسطس – ديف جاميرسون لاعب كرة سلة أمريكي.
- 16 أغسطس – باميلا سمارت
- 16 أغسطس – جايسون إفرمان موسيقي أمريكي.
- 16 أغسطس – مايك موريسون لاعب كرة سلة من الولايات المتحدة الأمريكية.
- 17 أغسطس – ديفيد كونراد ممثل أمريكي.
- 18 أغسطس – براين مايكل بنديس
- 18 أغسطس – دان بيترز موسيقي أمريكي.
- 22 أغسطس – تاي باريل
- 24 أغسطس – جون إيه روجرز
- 24 أغسطس – دوغ روث لاعب كرة سلة أمريكي.
- 25 أغسطس – توني داوسون لاعب كرة سلة أمريكي.
- 29 أغسطس – نيل غورساتش

### سبتمبر
- 3 سبتمبر – ستيف شيفلر لاعب كرة سلة أمريكي.
- 3 سبتمبر – كريس جاتلينج لاعب كرة سلة من الولايات المتحدة الأمريكية.
- 7 سبتمبر – أدولفو واشنطن ملاكم من الولايات المتحدة الأمريكية.
- 9 سبتمبر – بي جي آرمسترونغ لاعب كرة سلة أمريكي.
- 9 سبتمبر – جيمس سميث سياسي أمريكي.
- 11 سبتمبر – إدي هندرسون لاعب و مدرب كرة قدم أمريكية.
- 11 سبتمبر – هاري كونيك الابن.
- 12 سبتمبر – باول ديمايو
- 12 سبتمبر – لويس سي.كي.
- 13 سبتمبر – مايكل جونسون
- 14 سبتمبر – آنا مالي ممثلة اباحية أمريكية.
- 14 سبتمبر – بول بودنيتز مصمم من الولايات المتحدة الأمريكية.
- 14 سبتمبر – دان كورتيزي
- 17 سبتمبر – مالك يوبا
- 17 سبتمبر – مايكل كارباخال ملاكم من الولايات المتحدة الأمريكية.
- 20 سبتمبر – كريستين جونستون ممثلة أمريكية.
- 21 سبتمبر – فيث هيل مغنية أمريكية.
- 22 سبتمبر – ميشيل راف
- 25 سبتمبر – جيف هارتويغ
- 28 سبتمبر – ميرا سورفينو ممثلة أمريكية.
- 30 سبتمبر – مارك راندال لاعب كرة سلة أمريكي.

### أكتوبر
- 1 أكتوبر – كروفورد غريمسلي
- 2 أكتوبر – ديف غولدبرغ رجل أعمال أمريكي.
- 4 أكتوبر – فيكي بوليت
- 4 أكتوبر – ييف شرايبر ممثل أمريكي.
- 5 أكتوبر – ريكس شابمان لاعب كرة سلة أمريكي.
- 7 أكتوبر – توني براكستون
- 9 أكتوبر – إدي غيريرو مصارع محترف من الولايات المتحدة الأمريكية.
- 10 أكتوبر – غافن نيوسوم سياسي أمريكي.
- 10 أكتوبر – مايكل جاكينو
- 10 أكتوبر – مورغان نيفيل
- 11 أكتوبر – تاز
- 13 أكتوبر – كايت والش
- 13 أكتوبر – كيني غرين لاعب كرة سلة من الولايات المتحدة الأمريكية.
- 17 أكتوبر – ماريان ويرديل لاعبة كرة مضرب أمريكية.
- 18 أكتوبر – اريك ستيوارت
- 19 أكتوبر – برايان هوارد لاعب كرة سلة أمريكي.
- 23 أكتوبر – جيرالد ماكليلان ملاكم من الولايات المتحدة الأمريكية.
- 23 أكتوبر – ديل كروفر
- 27 أكتوبر – جارين جاكسون
- 27 أكتوبر – سكوت وايلاند موسيقي أمريكي.
- 28 أكتوبر – جوليا روبرتس
- 28 أكتوبر – جون روميرو
- 29 أكتوبر – جولى فيشر ممثلة أمريكية.
- 31 أكتوبر – بادي لايزيير سائق سيارة سباق من الولايات المتحدة الأمريكية.

### نوفمبر
- 2 نوفمبر – كريس وليامز
- 3 نوفمبر – أنطونيو بيتيجرو
- 3 نوفمبر – كريستين غيلبرت
- 4 نوفمبر – راندي وايت لاعب كرة سلة أمريكي.
- 5 نوفمبر – جودي رييس ممثلة أمريكية.
- 8 نوفمبر – كامار دي لوس رياس ممثل أمريكي.
- 8 نوفمبر – كورتني ثورن سميث ممثلة أمريكية.
- 10 نوفمبر – مايكل جاي وايت
- 11 نوفمبر – فرانك هيوز ممثل أمريكي.
- 12 نوفمبر – جيرالد غلاس لاعب كرة سلة أمريكي.
- 12 نوفمبر – مايكل مورر ملاكم من الولايات المتحدة الأمريكية.
- 13 نوفمبر – جيمي كيميل
- 13 نوفمبر – ستانلي براندي لاعب كرة سلة أمريكي.
- 13 نوفمبر – ستيف زان
- 15 نوفمبر – دانيل نيكلسون ملاكم من الولايات المتحدة الأمريكية.
- 15 نوفمبر – سينثيا برازيل مهندسة من الولايات المتحدة الأمريكية.
- 15 نوفمبر – غريغ أنتوني لاعب كرة سلة أمريكي.
- 15 نوفمبر – إي-40
- 20 نوفمبر – رامون راموس لاعب كرة سلة بورتوريكي.
- 20 نوفمبر – كريس تشايلدز لاعب كرة سلة أمريكي.
- 21 نوفمبر – كين بلوك سائق رالي من الولايات المتحدة الأمريكية.
- 22 نوفمبر – مارك رافالو ممثل أمريكي.
- 23 نوفمبر – سالي ريتشردسن
- 25 نوفمبر – أندريا ستينسون لاعبة كرة سلة أمريكية.
- 28 نوفمبر – آنا نيكول سميث
- 28 نوفمبر – بول غراهام لاعب كرة سلة أمريكي.
- 29 نوفمبر – تشارلز سميث
- 30 نوفمبر – جون تيرنر لاعب كرة سلة أمريكي.

### ديسمبر
- 1 ديسمبر – نيستور كاربونيل ممثل أمريكي.
- 3 ديسمبر – غريغ سوتون لاعب كرة سلة أمريكي.
- 3 ديسمبر – مارك ديكلين ممثل أمريكي.
- 5 ديسمبر – أماندا ليبور
- 6 ديسمبر – جاد أباتاو
- 8 ديسمبر – سكيتر هنري لاعب كرة سلة أمريكي.
- 9 ديسمبر – جوشوا بيل
- 11 ديسمبر – دي جيه ييلا
- 11 ديسمبر – مونيك
- 12 ديسمبر – آن بوبي ممثلة أمريكية.
- 13 ديسمبر – جايسون ريد
- 13 ديسمبر – جيمي فوكس ممثل أمريكي، وستاند أب كوميدي، وموسيقي، ومضيف برامج حوارية إذاعية.
- 13 ديسمبر – نيني ليكس
- 14 ديسمبر – إلدريدج ريكاسنير لاعب كرة سلة أمريكي.
- 14 ديسمبر – غاريت سميث
- 15 ديسمبر – كيث أسكينز
- 17 ديسمبر – إد هورتون لاعب كرة سلة أمريكي.
- 19 ديسمبر – كريس إينجل
- 20 ديسمبر – هوارد رايت لاعب كرة سلة أمريكي.
- 21 ديسمبر – إرفين جونسون لاعب كرة سلة أمريكي.
- 21 ديسمبر – تيري ميلز لاعب كرة سلة أمريكي.
- 24 ديسمبر – جون كاربنتير
- 24 ديسمبر – راندي جاي غودوين
- 27 ديسمبر – كيني ميلر لاعب كرة سلة أمريكي.

## وفيات

### يناير
- 1 يناير – مون موليكان (مواليد 1909) موسيقي أمريكي.
- 3 يناير – جاك روبي (مواليد 1911) رجل أعمال من الولايات المتحدة الأمريكية.
- 16 يناير – روبرت جمسون فان دي غراف (مواليد 1901) عالم فيزيائي، ومخترع جهاز توليد الكهرباء الساكنة مولد فان دي غراف.
- 17 يناير – إيفلين نسبيت (مواليد 1884)
- 17 يناير – بارني روس (مواليد 1909) ملاكم من الولايات المتحدة الأمريكية.
- 18 يناير – هاري أنتريم (مواليد 1884)
- 23 يناير – هولكومبي وارد (مواليد 1878) لاعب كرة مضرب من الولايات المتحدة.
- 27 يناير – إدوارد هيغنز وايت (مواليد 1930) رائد فضاء أمريكي.
- 27 يناير – غوس غريسوم (مواليد 1926) رائد فضاء أمريكي.

### فبراير
- 6 فبراير – هنري مورغنثاو (مواليد 1891) سياسي من الولايات المتحدة الأمريكية.
- 18 فبراير – روبرت أوبنهايمر (مواليد 1904)

### مارس
- 6 مارس – كينيث هارلان (مواليد 1895) ممثل من الولايات المتحدة الأمريكية.
- 11 مارس – والتر شويهارت (مواليد 1891)

### أبريل
- 5 أبريل – هرمان مولر (مواليد 1890)

### مايو
- 2 مايو – روبرت دانييل كارميكائيل (مواليد 1879) رياضياتي أمريكي.
- 8 مايو – إلمر رايس (مواليد 1892) كاتب أمريكي.
- 15 مايو – أوبال كونز (مواليد 1894) طيارة من الولايات المتحدة الأمريكية.
- 15 مايو – إدوارد هوبر (مواليد 1882) رسام من الولايات المتحدة الأمريكية.
- 16 مايو – إيرفينغ ويدمر بيلي (مواليد 1884) عالم نبات أمريكي.
- 22 مايو – لانغستون هيوز (مواليد 1902)

### يونيو
- 10 يونيو – سبنسر تريسي (مواليد 1900) ممثل أمريكي.
- 18 يونيو – رولاند توثرو (مواليد 1890) مصور سينمائي أمريكي.
- 29 يونيو – جين مانسفيلد (مواليد 1933)

### يوليو
- 6 يوليو – شيف جون بيغ تري (مواليد 1877)
- 17 يوليو – جون كولترين (مواليد 1926)
- 22 يوليو – كارل ساندبيرغ (مواليد 1878)
- 26 يوليو – فرانسيس بيتر (مواليد 1902) فيزيائي أمريكي.

### أغسطس
- 13 أغسطس – جين دراويل (مواليد 1879)
- 18 أغسطس – تيودور بيل (مواليد 1879) لاعب كرة مضرب أمريكي.
- 21 أغسطس – مايكل إل إجوي (مواليد 1885) سياسي أمريكي.
- 22 أغسطس – جريجوري بنكوس (مواليد 1903)
- 25 أغسطس – جورج لينكون روكويل (مواليد 1918) سياسي أمريكي.

### سبتمبر
- 2 سبتمبر – فرانسيس أويمت (مواليد 1893) لاعب غولف من الولايات المتحدة الأمريكية.
- 3 سبتمبر – جيمس دن (مواليد 1901)
- 9 سبتمبر – هاري هاينز ودينج (مواليد 1890) سياسي أمريكي.

### أكتوبر
- 3 أكتوبر – وودي ويلسون (مواليد 1912)
- 9 أكتوبر – جوردون ألبورت (مواليد 1897) عالم نفس أمريكي.
- 10 أكتوبر – سارجنت كلود جونسون (مواليد 1888) فنان أمريكي.

### نوفمبر
- 7 نوفمبر – جون نانس غارنر (مواليد 1868) سياسي أمريكي.
- 7 نوفمبر – سامي مانديل (مواليد 1904) ملاكم من الولايات المتحدة الأمريكية.
- 9 نوفمبر – تشارلز بيكفورد (مواليد 1891)

### ديسمبر
- 8 ديسمبر – روبرت هنري لورنس (مواليد 1935) رائد فضاء أمريكي.
- 10 ديسمبر – أوتيس ريدينغ (مواليد 1941)
- 11 ديسمبر – هوارد فريمان (مواليد 1899) ممثل أمريكي.
- 16 ديسمبر – فرنسيس وليامز (مواليد 1882) عالم حشرات أمريكي.
- 21 ديسمبر – ستيوارت إروين (مواليد 1903)
- 29 ديسمبر – هاري أيه فيشر (مواليد 1882)
- 30 ديسمبر – بيرت بيرنز (مواليد 1929) ملحن أمريكي.